# Еталонні насадження (Моквинське л-во)
Етало́нні наса́дження — лісове заповідне урочище в Україні. Розташоване в межах Костопільського району Рівненської області, на території Мирненської сільської ради. 
Площа 2,5 га. Створене рішенням Рівненського облвиконкому № 343 від 22.11.1983 року. Землекористувач: ДП «Костопільський лісгосп» (Моквинське лісництво, кв. 53, вид. 14, 43). 
Створене для збереження високопродуктивних насаджень. Це дубово-сосновий ліс. Панівною породою є дуб віком 160 років, діаметром 60-70 см. Рослинний покрив утворюють орляк звичайний, суниці лісові, осока пальчаста, ожика волосиста та інші види.